# Platygyra
Genre
Synonymes
- Astroria Milne Edwards & Haime, 1848
- Caeloria Milne Edwards & Haime, 1848
- Coeloria Milne Edwards & Haime, 1849

Platygyra est un genre de coraux scléractiniaires de la famille des Merulinidae (anciennement des Faviidae).

## Liste des espèces
| Selon World Register of Marine Species (27 décembre 2015) : - Platygyra acuta Veron, 2000 - Platygyra carnosa Veron, 2000 - Platygyra contorta Veron, 1990 - Platygyra crosslandi Matthai, 1928 - Platygyra daedalea Ellis & Solander, 1786 - Platygyra exigua Nemenzo, 1959 - Platygyra lamellina Ehrenberg, 1834 - Platygyra pini Chevalier, 1975 - Platygyra ryukyuensis Yabe & Sugiyama, 1935 - Platygyra sinensis Milne Edwards & Haime, 1849 - Platygyra verweyi Wijsman-Best, 1976 - Platygyra yaeyamaensis Eguchi & Shirai, 1977 | Selon ITIS (27 décembre 2015) : - Platygyra contorta Veron, 1990 - Platygyra crosslandi (Matthai, 1928 - Platygyra daedalea Ellis & Solander, 1786 - Platygyra lamellina Ehrenberg, 1834 - Platygyra pini Chevalier, 1975 - Platygyra ryukyuensis Yabe & Sugiyama, 1935 - Platygyra sinensis Milne-Edwards & Haime, 1849 - Platygyra verweyi Wijsman-Best, 1976 - Platygyra yaeyamaensis Eguchi & Shirai, 1977 |

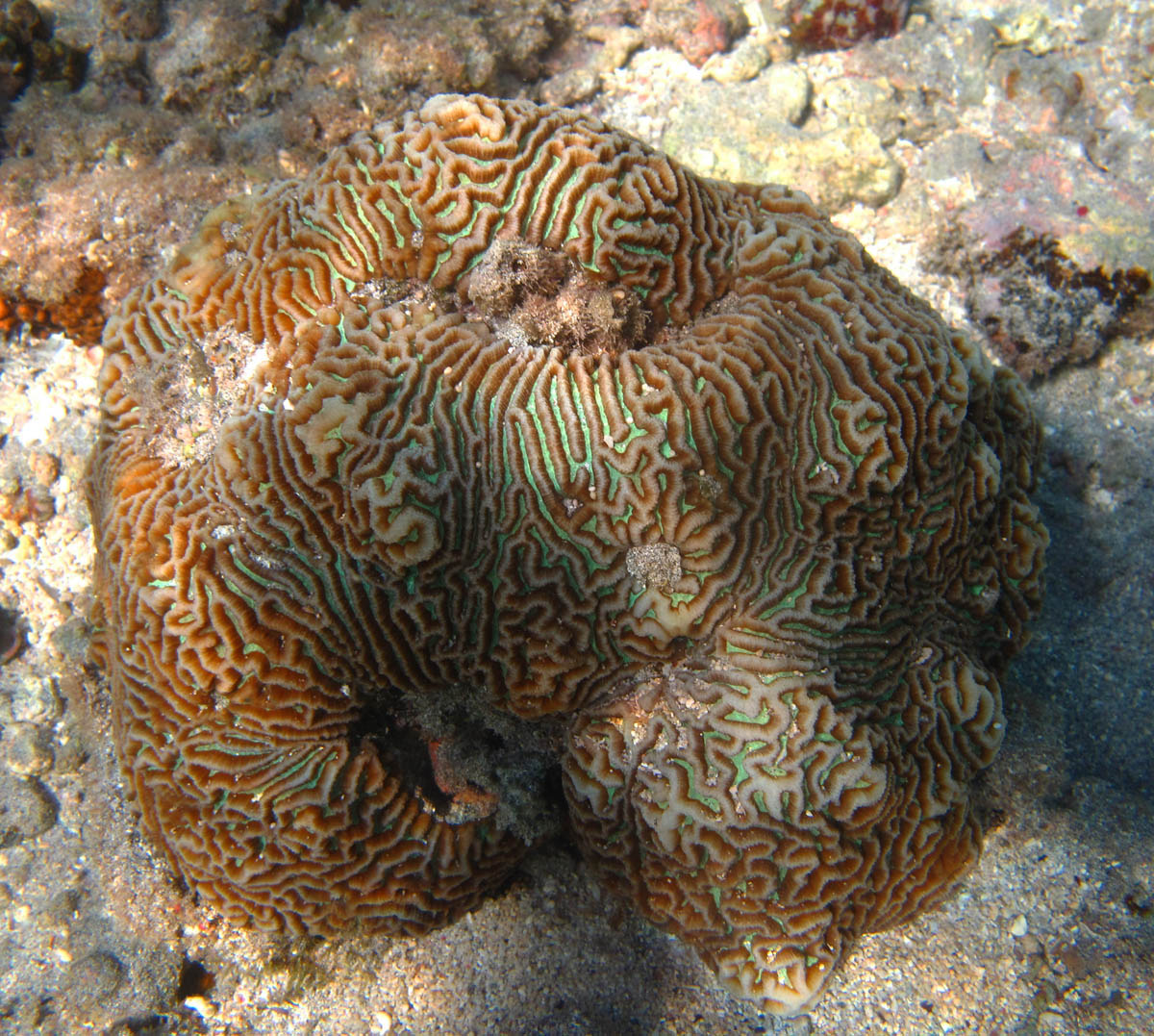
Platygyra daedalea
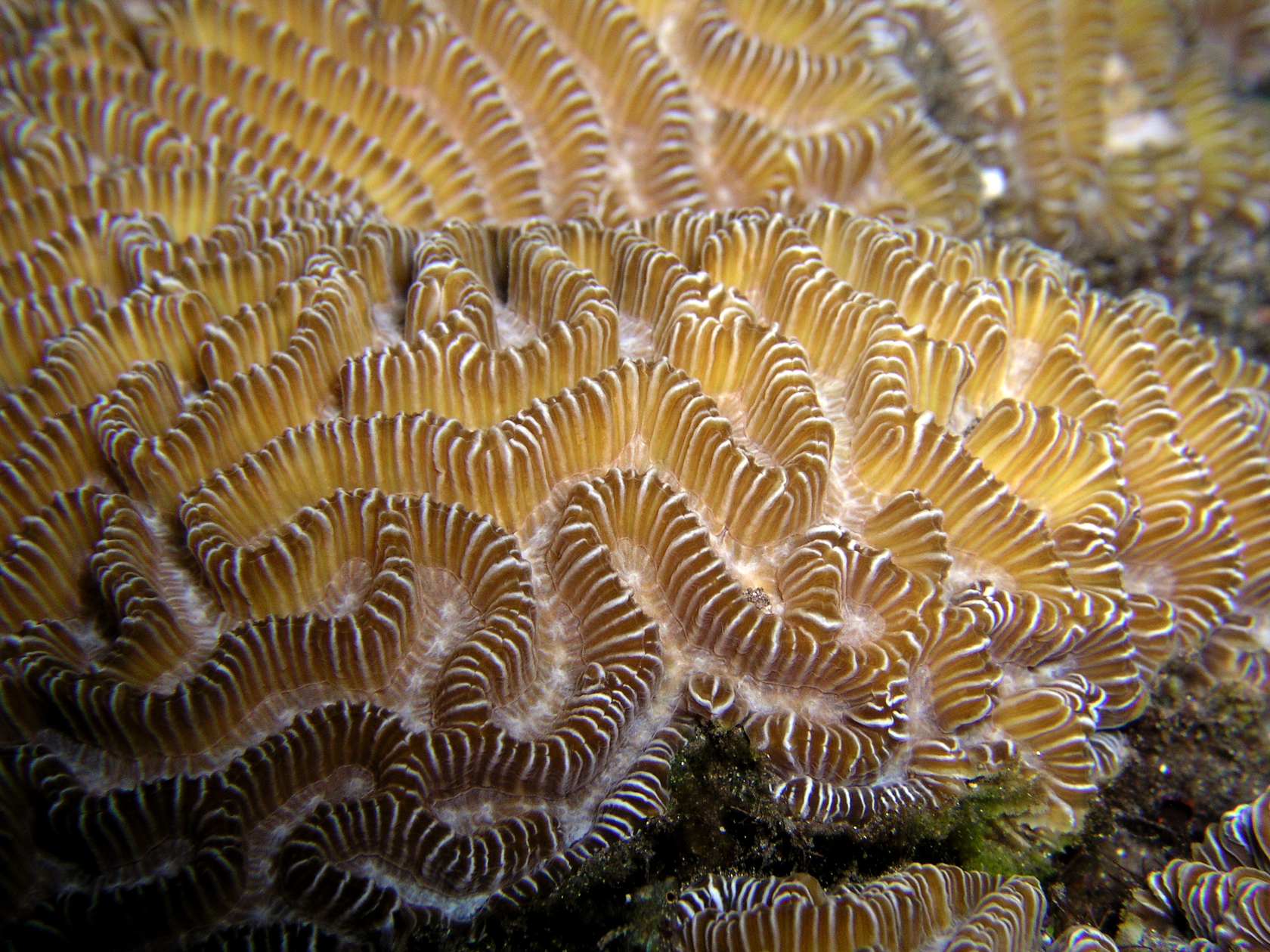
Platygyra lamellina
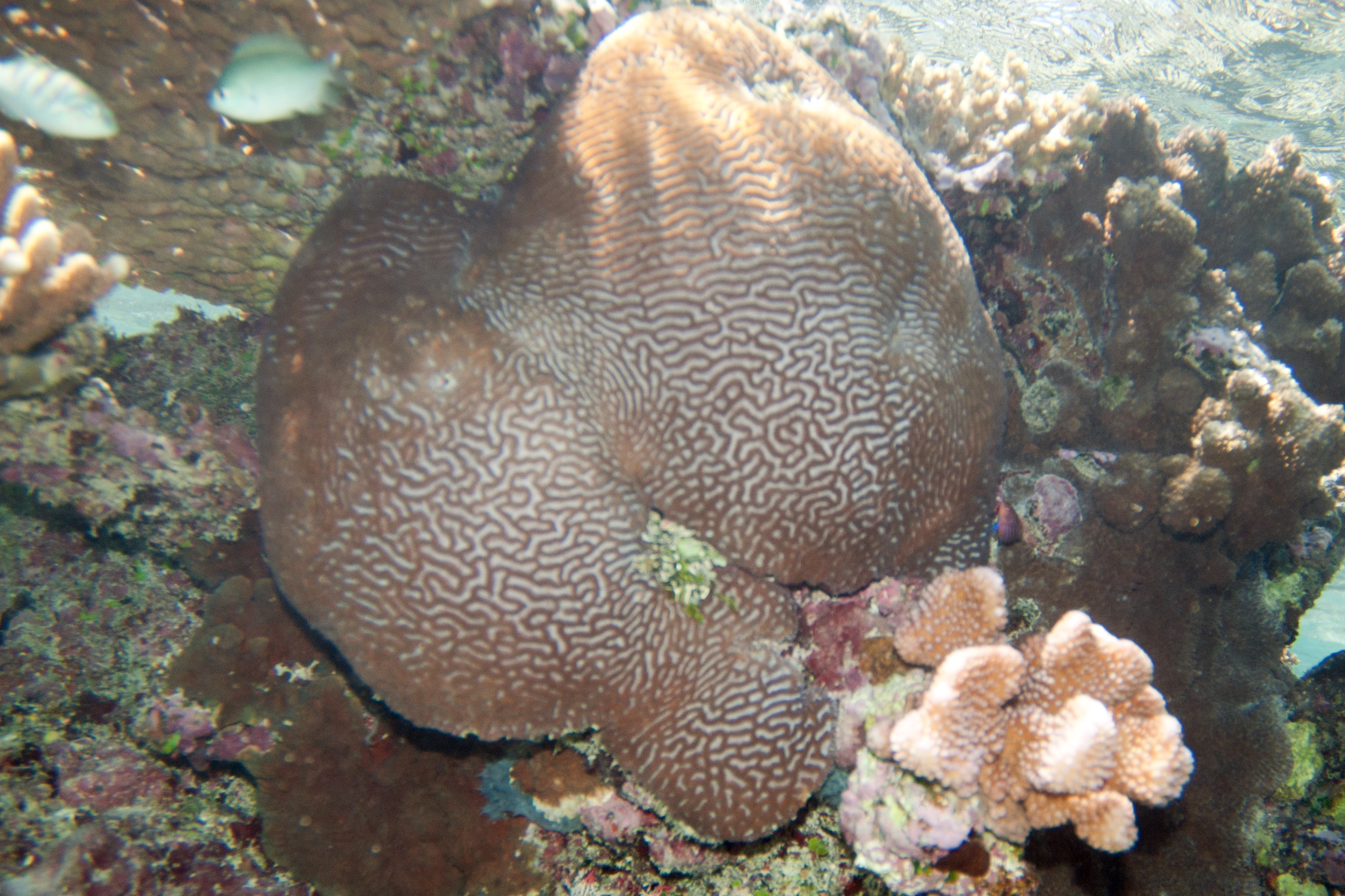
Platygyra ryukyuensis
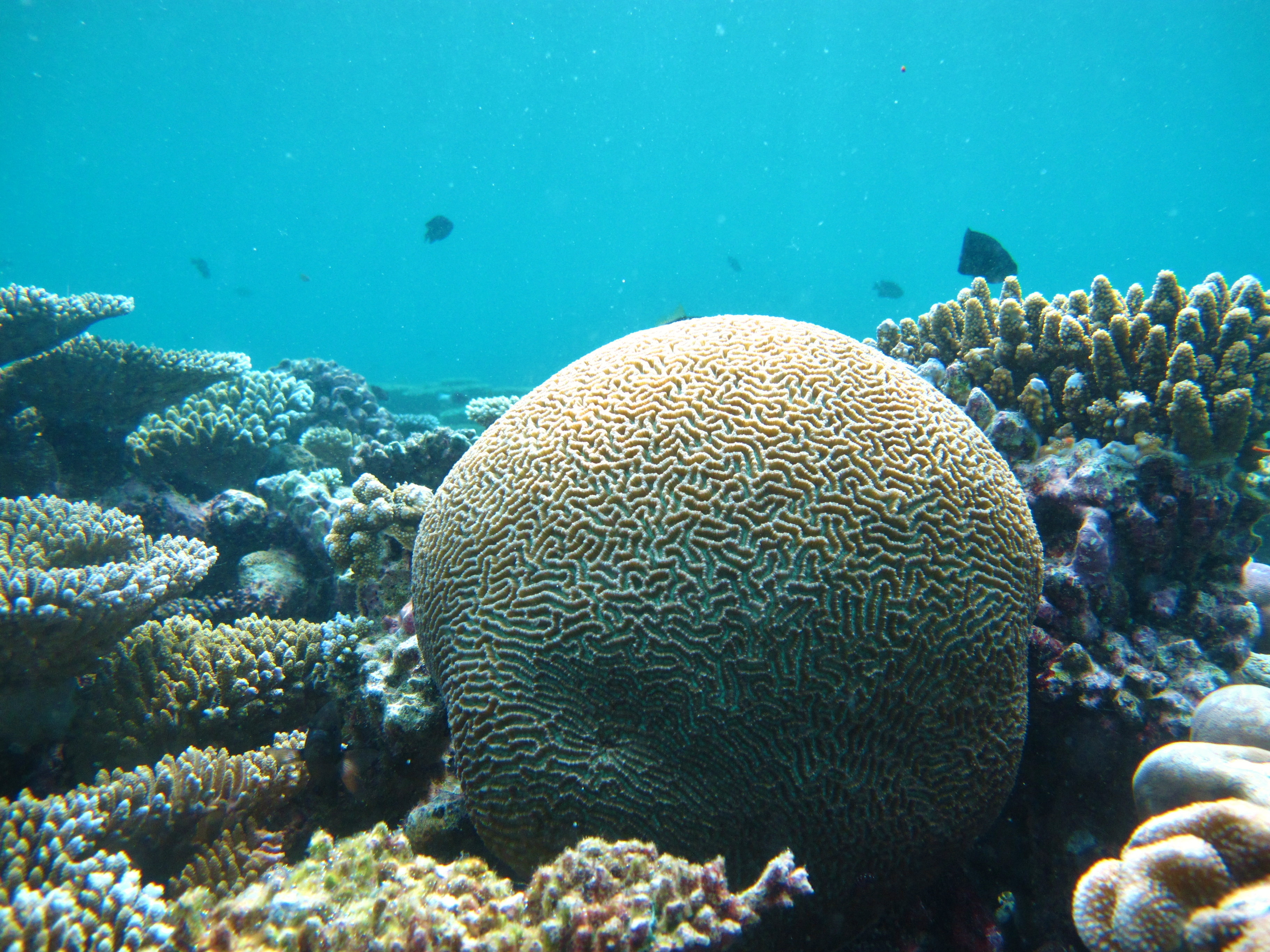
Platygyra sinensis